# 아니메디아
아니메디아(アニメディア, Animedia)는 일본의 애니메이션 잡지로, 1981년 6월 9일 간행되었다.

## 소개
1981년 6월 9일 학습 연구사 (현 · 학연 홀딩스)보다 창간 (1981년 7월호). 애니메이션 잡지로는 7 번째로 창간 된 현존의 애니메이션 잡지에서 두 번째로 오래된 전통적 존재. 「아니메 쥬」, 「월간 뉴 타입」등과 대등한 애니메이션 잡지로 매월 10일에 판매하는 만화 잡지이다.
캐치 카피는 '보고 · 읽고 · 장식하고 · 참여하고 4 배로 즐길 수 있는 애니메이션 정보지'. 다른 두 잡지보다 젊은층 라이트 사용자 쪽의지면에 오락성을 앞세운 내용으로 독자 투고 페이지도 수십 페이지 이상 게재하고 있다.

## 연표
- 1981년 6월 9일 (7 월호) - 창간.
- 1982년 4월 10일 (5 월호) - "이달의 명장면 '이 시작 (- 2010년 7월호).
- 1984년 6월 9일 (7 월호) - 마스코트 캐릭터 「벨 벨로 '(디자인이 시노 모리 쇼타로)이 없어진다.
- 1985년 - "SF 애니메이션 디아"(후 「월간 코믹 NORA ") 창간.
- 1995년 3월 10일 (4 월호) - "메디나 왕국"에서 게임 정보 코너가 독립 '극락 게임 도장'이 시작.
- 1996년 10월 9일 (11 월호) - 목차 페이지가 권말에서 권두로 이동합니다.
- 1999년 - "Megami 잡지 '독립 창간.
- 2005년 5월 10일 (6 월호) - 정기 구독 서비스를 시작했다.
- 2006년 6월 9일 (7 월호) - "음성 크로니클 ~ 목소리의 연대기 ~」의 연재가 시작되는 (- 2009년 4월호).

## 편집장
1. 倉田幸雄（創刊号 - 1985年5月号）
2. 忍足恵一（1985年6月号 - 1987年3月号）
3. 阿久津幸宏（1987年4月号 - 1990年9月号）
4. 松田豊一（1990年10月号 - 1992年3月号）
5. 忍足恵一（復帰、1992年4月号 - 1994年7月号）
6. 織田信雄（1994年8月号 - 1999年5月号）
7. 斉藤裕（1999年6月号 - 2005年9月号）
8. 織田信雄（復帰、2005年10月号 - 2006年3月号）
9. 中路靖（2006年4月号 - 2010年5月号）
10. 高尾俊太郎（2010年6月号 -）